# Бронхография
Бронхогра́фия — дополнительный метод рентгенологического исследования состояния воздухоносных путей, трахеи и бронхов путём их контрастирования. Широко применялся до изобретения бронхоскопии и компьютерной томографии.
В обычных условиях при рентгенологическом исследовании бронхи и трахея остаются невидимыми. Для получения при рентгеноскопии или рентгенографии изображения в дыхательные пути вводят контрастные вещества (йодированные растительные масла, водорастворимые контрастные вещества, суспензии контрастных веществ в масле и водной среде и др.). С помощью этой процедуры диагностируют заболевания бронхов, лёгких и трахеи. Метод противопоказан при (общем) тяжёлом состоянии сердечно-сосудистой системы, заболеваниях почек, повышенной чувствительности к йоду.
Данный метод впервые применён к человеку в 1918 г. американским врачом Ш. Джэксоном. В Советском Союзе — в 1923 г. Я. Б. Капланом и С. А. Рейнбергом. 